# دوینی رنش
دوینی رنش (انگلیسی: Devyne Rensch؛ زادهٔ ۱۸ ژانویهٔ ۲۰۰۳) بازیکن فوتبال اهل پادشاهی هلند است.
از باشگاه‌هایی که در آن بازی کرده‌است می‌توان به باشگاه فوتبال آژاکس آمستردام اشاره کرد.
وی همچنین در تیم‌های ملی فوتبال  زیر ۱۷ سال هلند، زیر ۱۷ سال هلند، زیر ۱۹ سال هلند، زیر ۲۱ سال هلند، و هلند بازی کرده‌است.